# Franz Liszt

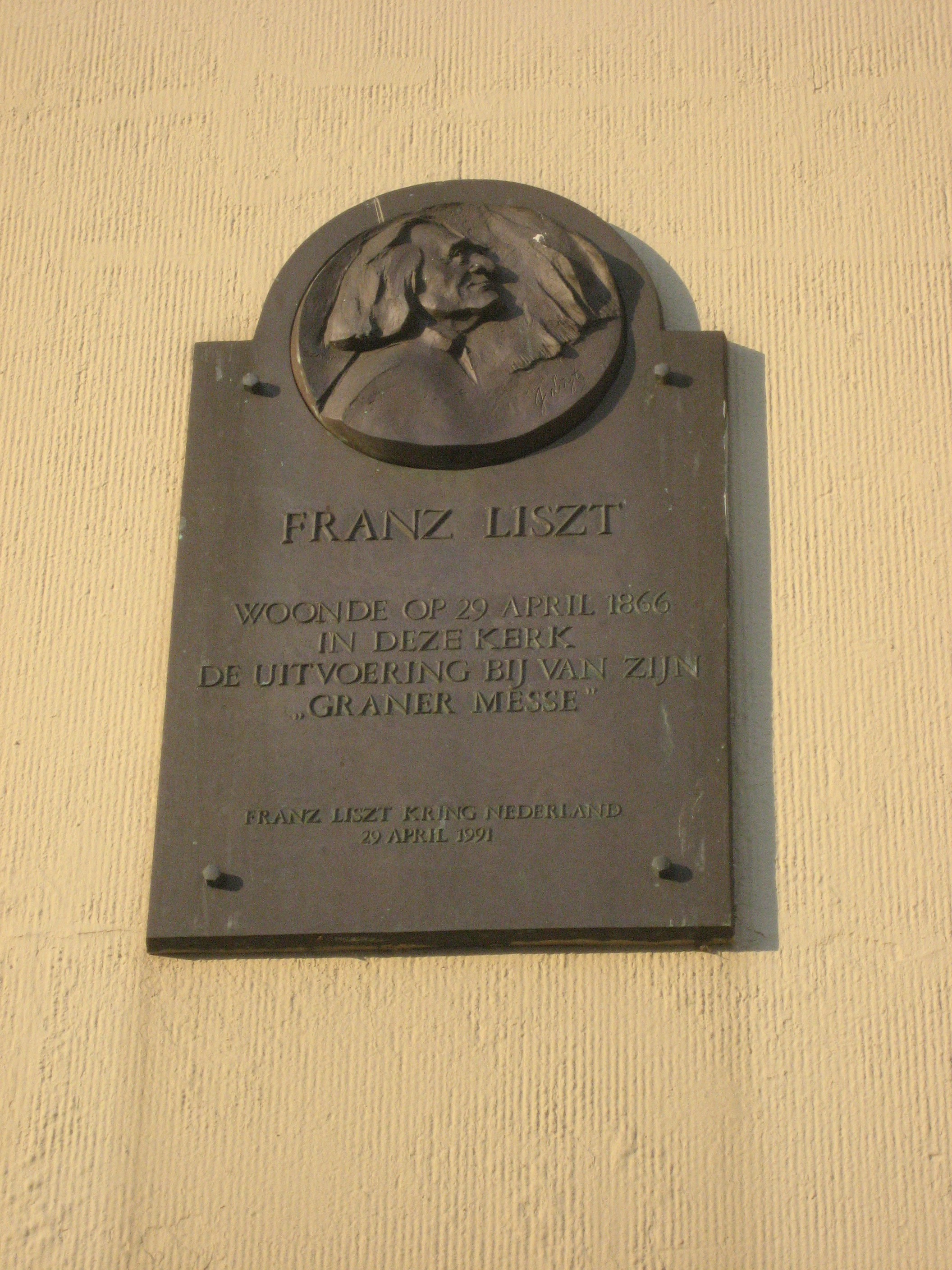
Plaquette ter herdenking van Liszt's bezoek aan Amsterdam (1866)

Franz Liszt (Raiding, 22 oktober 1811 – Bayreuth, 31 juli 1886), Hongaars: Liszt Ferenc(z), sinds 1859 Franz Ritter von Liszt, was een van de bekendste Romantici uit Hongarije, die de piano met excellentie bespeelde en gerenommeerde stukken, als de Hongaarse rapsodie, gecomponeerd heeft. Hij geldt als een van de grootste pianovirtuozen aller tijden. Hij was een succesvol en vooraanstaand pianoleraar en een groot muziekhervormer en -vernieuwer; het symfonisch gedicht en het pianorecital worden aan hem toegeschreven.  
Franz Liszt verdeelde zijn tijd voornamelijk tussen Wenen en Parijs en zijn latere jaren tussen Weimar, waar hij hofkapelmeester was, Boedapest en Rome, waar hij zijn wijding tot subdiaken ontving, wat hem de titel abbé (hier niet als aanspreektitel van een priester, maar van iemand die een lagere wijding ontvangen had) verschafte.  
Liszt was tijdens de Romantiek invloedrijk met zijn veelzijdige pianostukken, waarmee hij ook bekend is geworden. 

## Biografie

### Jeugd
Franz Liszt werd op 22 oktober 1811 geboren in een van de dienstwoningen bij het hof van prins Nicolaas II Esterházy in Raiding (Hongaars: Doborján), in het toenmalige Koninkrijk Hongarije (na 1920 in de deelstaat Burgenland in Oostenrijk) en aldaar op 23 oktober gedoopt. Hij was de enige zoon van Adam Liszt (1776–1827), wiens naam ook als List geschreven werd, en diens tweede vrouw Maria Anna Lager (1788–1866), een bakkersdochter uit Krems an der Donau. Vader Adam had muzikaal talent, hij speelde op jonge leeftijd als cellist in het hoforkest onder leiding van Joseph Haydn en Johann Nepomuk Hummel. Na studie te hebben gedaan in de theologie en filosofie werd hij competent geacht om bestuursambtenaar aan het hof te worden. 
Reeds op zesjarige leeftijd bleek de grote muzikale begaafdheid van Franz. Een jaar later kon hij lezen en schrijven (zowel brieven als muziek) en reeds op negenjarige leeftijd gaf hij zijn eerste concert in de nabijgelegen stad Ödenburg (Hongaars: Sopron), dat een groot succes werd. Hier vlak op volgend introduceerde Adam, die zijn zoon het pianospelen bijbracht, hem in het Esterházy-paleis in Eisenstadt (Hongaars: Kismárton), om een tweede concert te organiseren voor prins Nicolaas II Esterházy. Nog aan het einde van het jaar werd in het eveneens nabijgelegen Pressburg (Hongaars: Pozsony, na 1919 Slowaaks Bratislava) een concert georganiseerd. Ook dit concert was een enorm succes. Adam bereikte er precies mee wat hij ermee bereiken wilde: de aanwezige edelen, onder de indruk van het pianospel, besloten de jonge Franz een studiebeurs toe te kennen die hem in staat stelde bij een vooraanstaand musicus te studeren.
Johann Nepomuk Hummel, destijds wonend in Eisenstadt, werd benaderd voor het muzikale onderricht, maar vroeg er in de ogen van Adam te veel geld voor. Adams gedachten gingen vervolgens uit naar Carl Czerny in Wenen, die hij en zijn zoon overigens al eens eerder hadden ontmoet. Czerny, een vooraanstaand componist en leerling van Beethoven, wilde graag aan het verzoek om onderricht gehoor geven – de jonge Franz zou er zelfs niets voor hoeven te betalen.
Dit deed zijn vader besluiten zijn werk (hij was cellist in het plaatselijke orkest en bediende aan voornoemd hof: 'manager' over prins Nicolaas Jozef Esterházy's kudde van 4000 schapen) neer te leggen en naar Wenen te verhuizen om zich geheel te kunnen richten op de muzikale ontwikkeling van zijn zoon. Dit heeft echter maar 18 maanden geduurd. Wel heeft Liszt nog een korte tijd onderricht in compositie gehad van Antonio Salieri, zij het op vrijwillige basis. Zijn allereerste compositie waarvan wij weet hebben, dateert uit deze tijd, maar is verloren gegaan.
Een van zijn laatste concerten in Wenen was een solo-recital op 13 april 1823 waarvoor Ludwig van Beethoven uitgenodigd werd. Beethoven had een hekel aan wonderkinderen en het is duidelijk uit zijn conversatieschriften dat hij niet aanwezig was op dat concert. De "Weihekuss" die volgens de legende tijdens het concert gebeurd zou zijn, vond volgens Liszt zelf wel plaats tijdens een privé-bezoek aan Beethoven.

### Parijs
In september 1823 verhuisde de familie naar Parijs opdat Liszt aldaar verder studeren kon. Hij werd echter niet tot het conservatorium in Parijs toegelaten omdat hij buitenlander was. Het vermoeden bestaat dat de oprichter en directeur van het Parijse conservatorium, Luigi Cherubini – nota bene een Italiaan – een hekel had aan wonderkinderen. Wel heeft Liszt – buiten het conservatorium om – nog theorieles van Anton Reicha (Antonín Rejcha) en Ferdinando Paër gekregen. Verder muzikaal onderricht heeft hij niet gehad. Als pianist is Liszt daarom ook voor een groot deel te beschouwen als autodidact; Czerny is zijn enige (professionele) pianoleraar gebleven.
Parijs bleef echter, ondanks deze grote tegenvaller, wel voor hem als pianovirtuoos het centrum waar hij speelde en componeerde. Al snel was Liszt populair en verkeerde hij in hogere kringen. Hij oogstte voor zijn pianospel veel lof van zowel publiek als van collega-musici, en ontving voor zijn concerten – soirees – zelfs onderscheidingen. In Parijs introduceerde hij in later jaren het "recital" (1839).
Tijdens zijn verblijf in Parijs ondernam hij onder auspiciën van zijn vader enkele reizen naar Engeland. Een hoogtepunt van zijn tournee door Engeland was zijn recital voor koning George IV in het Carlton House. In deze tijd bleek ook zijn handigheid bij het transponeren. Tot ieders verbazing wist Liszt muziekstukken al lezend van bladmuziek zonder enige moeite naar een andere toonaard te transponeren (bijvoorbeeld van C naar Cis). Overigens kon hij ook muziekstukken zonder enige moeite van papier lezen, zonder ze vooraf in te studeren.

### Leven vanaf 1827
Op 28 augustus 1827 overleed zijn vader, aan wie hij zo veel te danken had, ten gevolge van buiktyfus. Voor de jonge Liszt was dit een enorme klap. Ook zijn mislukte relatie met een van zijn pupillen, Caroline de Saint-Cricq – dit overigens buiten zijn en haar toedoen – maakte het er allemaal niet beter op. Al spoedig maakten depressies zich meester van hem. Tegelijkertijd begon hij zijn belangstelling voor muziek te verliezen. Naast een zenuwinzinking werd hij ernstig ziek, maar hij herstelde hiervan. In deze tijd begon hij zich te verdiepen in literatuur en religie, wat zijn composities in latere tijd diepgaand beïnvloed heeft. Het enige stuk dat hij in deze tijd gecomponeerd heeft, is de Grande Fantaisie sur la Tyrolienne (1829), een transcriptie van Aubers opera La Fiancée, die opgedragen werd aan Chopin.
Bij het uitbreken van de (Franse) Revolutie van 1830 ontstond een kentering – vol overgave stortte Liszt zich weer op de muziek, als ware hij door het gebulder van de kanonnen wakker geschud. Tussen 1830 en 1832 ontmoette hij onder anderen Hector Berlioz, Frédéric Chopin en Niccolò Paganini, die grote invloed hadden op Liszts leven als musicus (zowel op poëtisch, lyrisch als virtuoos vlak). Daarnaast ontmoette hij schrijvers, filosofen en andere intellectuelen, onder wie Victor Hugo en George Sand.

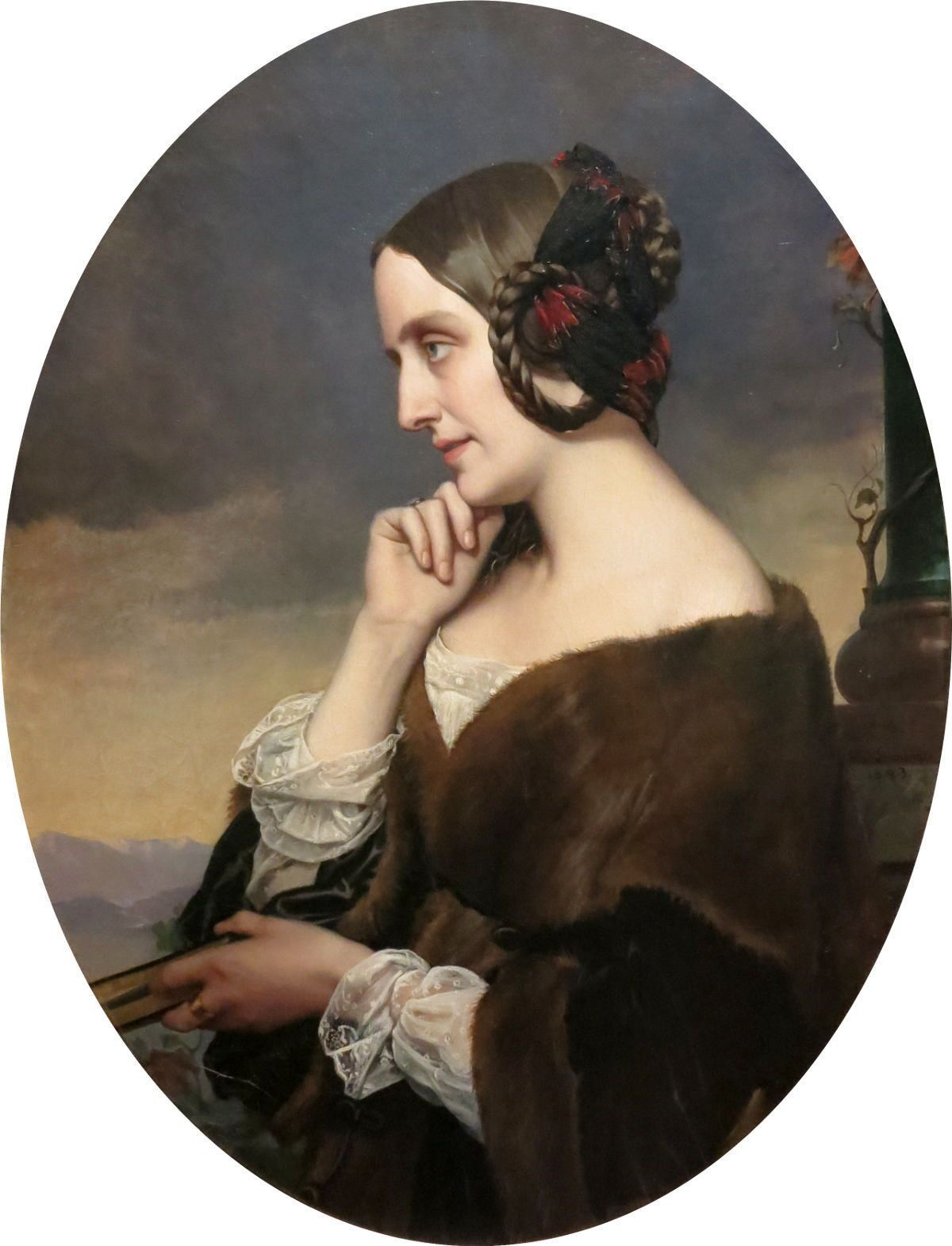
Marie d'Agoult, in 1843
Parijs, Musée Carnavalet

Van 1833 tot 1844 had Liszt een liaison met schrijfster Marie Catherine Sophie de Flavigny, gravin d'Agoult – meer bekend onder haar pseudoniem Daniel Stern. Zij schonk hem twee dochters, Blandine en Cosima, en een zoon, Daniël, die reeds op zeer jonge leeftijd overleed. Dochter Blandine, Liszts eerste kind, trouwde later in een vooraanstaand Frans geslacht; dochter Cosima (1837-1930) trouwde met Richard Wagner. 
Naast liefde bood deze relatie Liszt ook financiële zekerheid en een vaste verblijfplaats. Ook haar vele connecties zullen Liszt bijzonder van pas zijn gekomen. Aan de relatie kwam echter in 1844 een einde, onder andere vanwege zijn vaak langdurige afwezigheid en het openlijk flirten met andere vrouwen. 
In deze periode componeerde hij zijn befaamde Études d'Exécution Transcendante, Grandes Études de Paganini en twee van de drie suites Années de Pèlerinage.
In 1840 trad hij op in Königsberg (Oost-Pruisen) waar de universiteit hem een eredoctoraat verleende en een concert voor de Russische tsarina gaf. Tussen 1842 en 1848 reisde Liszt meerdere keren door Europa en bezocht Rusland, Spanje, Portugal en Turkije. Dit was het hoogtepunt van zijn concertactiviteit en populariteit. Tijdgenoten spraken van een Lisztmania. In Rusland trad Liszt voor duizenden bewonderaars op in 1842 (Sint-Petersburg) en in 1848.
Franz Liszt heeft in 1846 het bisschoppelijk paleis te Mecseknádasd bezocht en bij die gelegenheid op 24 oktober zijn eerste vierstemmige koorwerk geschreven: A Patacska (Het beekje). Er is een borstbeeld geplaatst voor het bisschoppelijk paleis aan de Liszt Ferenc utca, maar vanwege het verval van het gebouw is het borstbeeld verplaatst naar het er achter gelegen terrein van de openbare school.

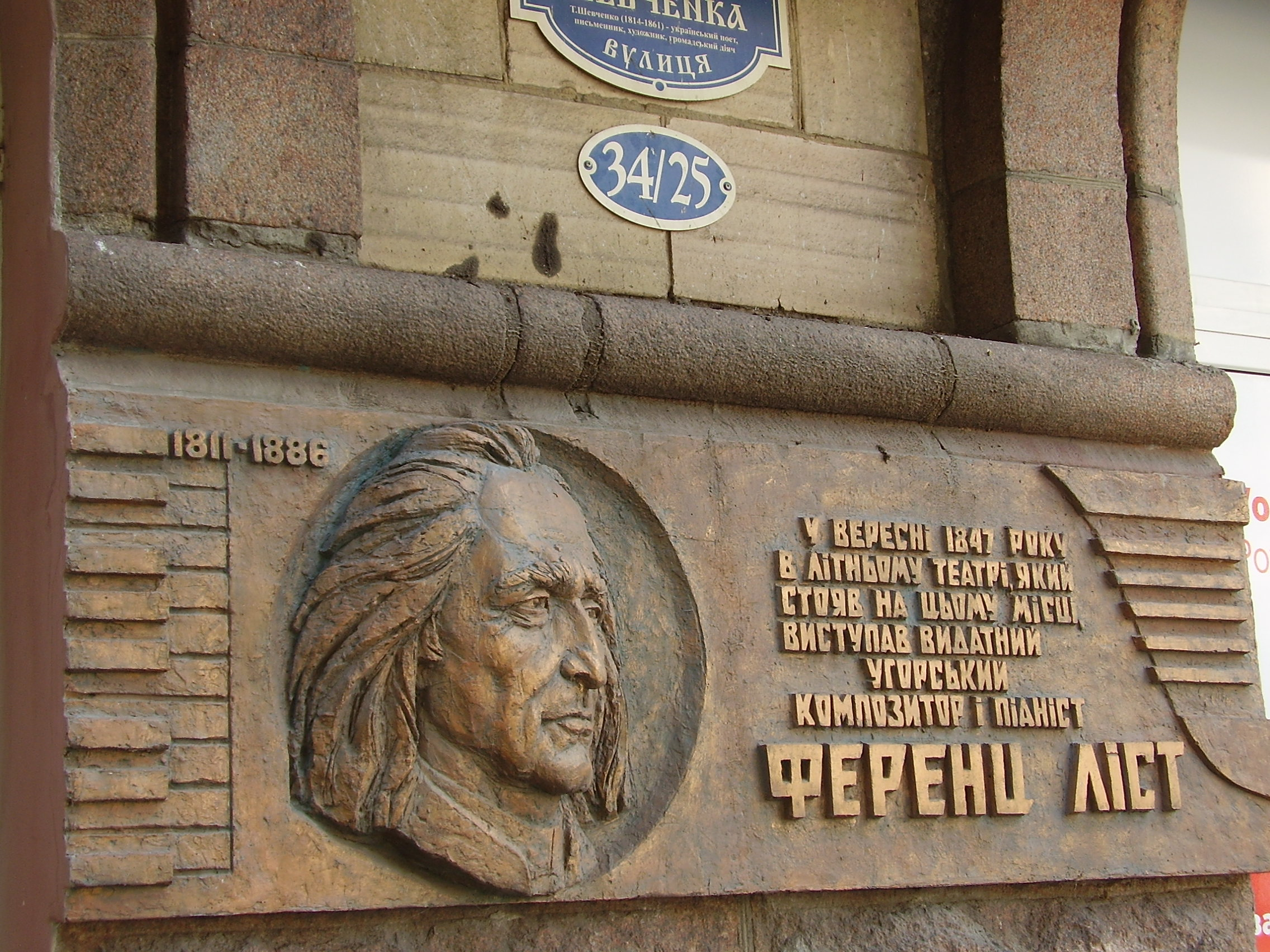
Hedenkplaat op de plaats van zijn optreden, Kropyvnytsky, Oekraïne

In 1847 leerde hij tijdens een concertreis in Rusland prinses Carolyne zu Sayn-Wittgenstein kennen. Van een huwelijk is het echter niet gekomen, daar de katholieke kerk de ontbinding van het huwelijk tussen prinses Carolyne en haar echtgenoot, prins Nicholas zu Sayn-Wittgenstein, verbood. Na moeizame pogingen om toch tot een huwelijk te komen (die in 1860 definitief strandden), bleven ze in een 'vriendschapsverhouding' met elkaar verbonden. In 1848 vestigde hij zich in Weimar, waar hij als dirigent actief was en componeerde.
Liszt werd op 30 oktober 1859 door keizer Frans Jozef I van Oostenrijk in de adelstand verheven, als Franz Ritter von Liszt. Deze adellijke titel heeft hij echter in latere jaren nooit gebruikt.
Liszt ontving in Rome op één dag (30 juli 1865) alle vier de lagere wijdingen. Het is mogelijk dat Pius IX zelf een hand had in een dispensatie die noodzaak was vanwege het eerdere vaderschap. Nadat hij de tonsuur ontvangen had, schreef hij zijn moeder dat hij subdiaken wilde blijven of misschien diaken wilde worden, maar dat hij niet van plan was om tot priester gewijd te worden. Het bleef echter bij subdiaken. Hij was daarmee wel clericus geworden en daarom wordt hij vaak geportretteerd in kleren die clerici droegen. Daardoor leek hij een priester, wat hij echter niet was.
In 1875 werd hij voorzitter van de staats-muziekacademie te Boedapest, thans de vermaarde Ferenc Liszt Academie.

### Ziekte en overlijden

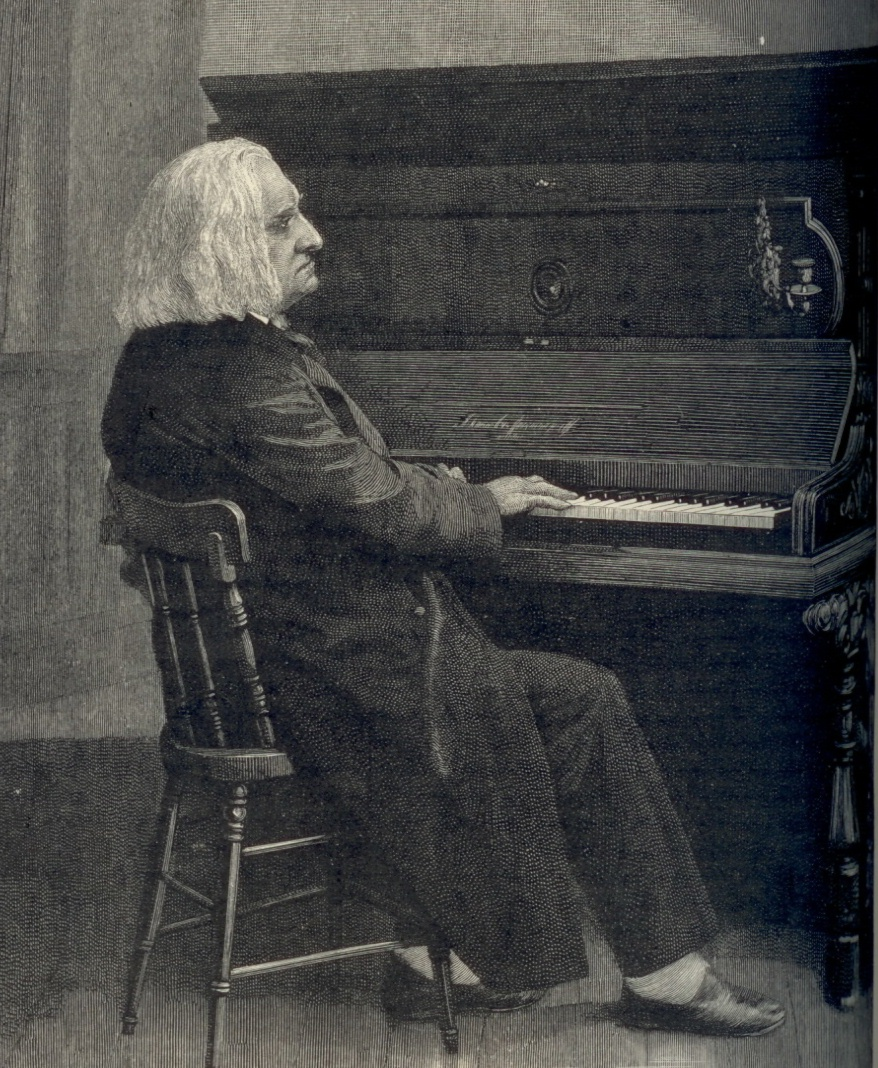
De oude Liszt achter de piano. Gravure van een foto, gemaakt door Louis Held, Weimar, 1885.

Tot in de laatste dagen van zijn leven reisde Liszt door Europa. Vlak voor zijn overlijden werd hij, na een zeer succesvolle concerttournee door Engeland en Frankrijk, verkouden, wat spoedig overging in een longontsteking. Hiervan zou hij niet meer herstellen. Na dagen aan bed te zijn gebonden, overleed hij op 31 juli 1886, in het bijzijn van enkele van zijn pupillen, op 74-jarige leeftijd in Bayreuth en werd aldaar op 3 augustus begraven.

## Liszt en zijn tijdgenoten
Liszt was een van de grootste pianovirtuozen aller tijden. Hij behaalde grote triomfen tijdens zijn concerttournees door heel Europa en heeft de techniek van het pianospel diepgaand beïnvloed. Op zijn beurt is hij, wat zijn composities betreft, sterk beïnvloed door de muziek van onder anderen Paganini, Chopin, Vincenzo Bellini en Berlioz. Ofschoon zijn concerttournees zeer succesvol waren en hij er veel geld mee verdiende, hadden deze, net als bij Chopin, niet zijn bijzondere voorkeur; niet omdat andere pianisten beter waren – hoewel hij zeker geduchte concurrenten had – maar vanwege een veel grotere missie die hij voor ogen had, namelijk het ontwikkelen van nieuwe muzikale vormen. Daarnaast had hij andere bezigheden die hem sterk interesseerden, waaronder de liefde en religie.
Als componist en dirigent was Liszt een vertegenwoordiger van de programmamuziek. Hij was tevens een groot aanhanger van de ‘nieuwe muziek' van de Neudeutsche Schule, tot welke stroming ook componisten als Berlioz en Wagner gerekend kunnen worden. Deze stroming staat haaks op de 'ware traditie' van de Eerste Weense School, een stroming die voornamelijk vertegenwoordigd werd door Brahms, Joseph Joachim en Mendelssohn.

### Liszt en Wagner
Liszt en Wagner onderhielden een nauwe band met elkaar: zij waren tijdgenoten en componisten; door het huwelijk met Liszts jongste dochter, werd Wagner de schoonzoon van Liszt. Hierdoor werden zij buren, omdat Liszt een woning naast die van hem had laten bouwen voor zijn dochter; in Bayreuth overleed Liszt in het huis van Wagner.
In sommige composities vallen duidelijke invloeden van Wagner op, bijvoorbeeld in Les Preludes. Dit stuk zou ook van Wagners hand kunnen zijn geweest. Liszt was niet alleen bewonderaar van Wagners orkestrale werken, maar hij maakte ook transcripties voor piano ervan (voorbeelden zijn: Ouvertüre zu Tannhäuser (S.422) en Isoldes Liebestod (S.447)) en steunde hem door zijn nieuwe opera’s uit te voeren in Weimar.
Tijdens Wagners afwezigheid ging Lohengrin in Weimar in première. De opera werd gedirigeerd door Franz Liszt, maar Wagner had zelf door middel van correspondentie de supervisie over de productie.

## Werken

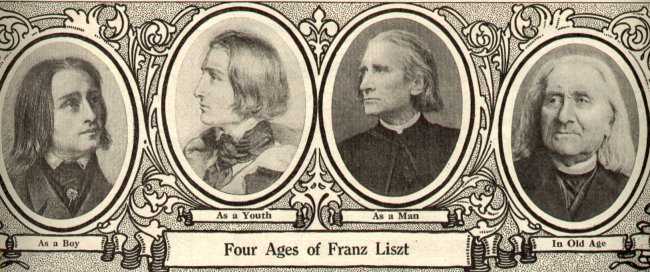
Vier portretten van Franz Liszt.
V.l.n.r.: als jongen, als tiener, als man en op hoge leeftijd

Humphrey Searle (1915-1982) maakte een overzicht van de werken van Franz Liszt; zijn nummering wordt aangeduid met "S.". Het oeuvre van Liszt omvat onder meer dertien symfonische gedichten (S.95 t/m 107), twee pianoconcerten (S.124 en 125) en diverse zeer uiteenlopende werken voor solo-piano. Tot zijn bekendere werk behoren de "Hongaarse Rapsodieën" (S.244), de Transcendentale Etudes (S.139), de Faust-symfonie (S.108), de Sonate in b-mineur (S.178), de Dante Sonate (S.158) en de Années de Pèlerinage (S.160 t/m 163). Van de meeste symfonische werken bestaan meerdere versies (‘Fassungen’), waarvan in de concertpraktijk meestal de laatste versie wordt gebruikt. De meeste van Liszts composities zijn berucht door de hoge technische eisen die aan de pianist worden gesteld.

## Het Internationaal Franz Liszt Pianoconcours
Om het werk van Franz Liszt levend te houden is er het concours voor jonge pianisten in de leeftijd 17 tot 29 jaar dat om de drie jaar plaatsvindt in Utrecht in Muziekcentrum Vredenburg. Het Internationaal Franz Liszt Pianoconcours is volledig gewijd aan de pianomuziek van Franz Liszt. Daarnaast kenmerkt het concours zich door de uitgebreide begeleiding van de deelnemers en de carrièrebegeleiding en internationale concertengagementen voor de prijswinnaars.

## Musea
Musea in verschillende landen herinneren aan het leven en werk van Liszt. Het Liszt-Haus in Raiding (Hongaars Doborján), nu Oostenrijk, toen Hongarije, is het huis waar hij werd geboren. Er is ook nog een Liszt-Haus in het Duitse Weimar, waar hij heeft gewoond van 1848 tot 1861. In het Duitse Bayreuth woonde hij naast Richard Wagner. Beide huizen zijn tegenwoordig ingericht als museum, respectievelijk het Franz-Liszt-Museum en Haus Wahnfried. 
Verder is er nog het Frans Liszt-herdenkingsmuseum in Boedapest. Hier had hij een woning in het pand waar toen de oude muziekacademie was gevestigd. De huidige academie is naar hem genoemd als de Franz Liszt Muziekacademie.